# Oberrieden (Bad Sooden-Allendorf)
Oberrieden ist der größte Stadtteil von Bad Sooden-Allendorf im nordhessischen Werra-Meißner-Kreis.

## Geographische Lage
Oberrieden liegt in der Nähe des Dreiländerecks Hessen–Thüringen–Niedersachsen nahe der Mündung des Oberrieder Bachs in die Werra. Südlich des Dorfs befindet sich das Soodener Bergland (482,4 m) mit daran anschließendem Hohem Meißner (753,6 m), und nordöstlich der Schürzeberg (213,9 m), die wie das Dorf alle im Geo-Naturpark Frau-Holle-Land (Werratal.Meißner.Kaufunger Wald) liegen. Jenseits der Werra erhebt sich im Nordosten der thüringisch-hessische Höheberg (511,7 m).

## Geschichte

### Chronik
| Jahr | Ereignis |
| ---- | --- |
| 1150 | Erste urkundliche Erwähnung: Graf Gyso von Bilstein übergibt sein Grundstück in Rieden dem Kloster Fulda |
| 1415 | Errichtung der Burg Ludwigstein durch Landgraf Ludwig I. von Hessen, später Zugehörigkeit zum hessischen Amt Ludwigstein/Witzenhausen |
| 1447 | Erwerb des Patronats für die Kirchengemeinde Oberrieden durch Hans von Dörnberg auf dem Ludwigstein |
| 1747 | Erstmalige Nennung des Namens „Ober Rieden“ zur Unterscheidung von Unterrieden |
| 1870 | bis 1875 Bau der Eisenbahnlinie Göttingen – Bebra durch die Gemarkung Oberrieden mit dem Schürzebergtunnel |
| 1945 | Sprengung der Eisenbahnbrücke Oberrieden-Werleshausen und der Werrabrücke nach Lindewerra durch deutsche Truppen; Besetzung durch amerikanische Truppen am 6. April |
| 1947 | bis 1949 Wiederaufbau der Eisenbahnbrücke über die Werra |
| 1970 | Schließung der Grundschule |
| 1971 | Zum 31. Dezember 1971 wurde der die bis dahin selbständige Gemeinde Oberrieden auf freiwilliger Basis in die Stadt Bad Sooden-Allendorf eingegliedert. Für Oberrieden wurde ein Ortsbezirk mit Ortsbeirat und Ortsvorsteher nach der Hessischen Gemeindeordnung gebildet. |
| 1978 | Schließung des Oberriedener Bahnhofs |
| 1987 | bis 1992 Bau des Schürzebergtunnels, um den Ort vom Verkehr der beim Dorf als Umgehungsstraße angelegten B 27 zu entlasten |
| 1993 | Aufnahme in das Dorferneuerungsprogramm |
| 1999 | Wiedereinweihung der Brücke nach Lindewerra |
| 2001 | Beginn des Rückbaus der Ortsdurchfahrt |

### Bevölkerung
Einwohnerstruktur 2011
Nach den Erhebungen des Zensus 2011 lebten am Stichtag, dem 9. Mai 2011, in Oberrieden 531 Einwohner. Darunter waren keine Ausländer.
Nach dem Lebensalter waren 84 Einwohner unter 18 Jahren, 210 zwischen 18 und 49, 108 zwischen 50 und 64 und 129 Einwohner waren älter.
Die Einwohner lebten in 228 Haushalten. Davon waren 54 Singlehaushalte, 66 Paare ohne Kinder und 78 Paare mit Kindern, sowie 24 Alleinerziehende und 3 Wohngemeinschaften. In 54 Haushalten lebten ausschließlich Senioren und in 132 Haushaltungen lebten keine Senioren.
Einwohnerentwicklung
| Quelle: Historisches Ortslexikon |                                                                    |
| • 1466:                          | 19 Hausgesesse                                                     |
| • 1543:                          | 31 Hausgesesse                                                     |
| • 1575/85:                       | 42 Hausgesesse                                                     |
| • 1681:                          | 48 Hausgesesse                                                     |
| • 1747:                          | 71 Mannschaften mit 72 Feuerstellen                                |
| • 1961:                          | 596 evangelische (= 88,56 %), 74 katholische (= 11,00 %) Einwohner |

| Oberrieden: Einwohnerzahlen von 1834 bis 2016 | Oberrieden: Einwohnerzahlen von 1834 bis 2016 | Oberrieden: Einwohnerzahlen von 1834 bis 2016 | Oberrieden: Einwohnerzahlen von 1834 bis 2016 | Oberrieden: Einwohnerzahlen von 1834 bis 2016 |
| --- | --------------------------------------------- | --------------------------------------------- | --------------------------------------------- | --------------------------------------------- |
| Jahr |                                               |                                               |                                               | Einwohner                                     |
| 1834 | 1834                                          |                                               | 674                                           | 674                                           |
| 1840 | 1840                                          |                                               | 677                                           | 677                                           |
| 1846 | 1846                                          |                                               | 662                                           | 662                                           |
| 1852 | 1852                                          |                                               | 610                                           | 610                                           |
| 1858 | 1858                                          |                                               | 589                                           | 589                                           |
| 1864 | 1864                                          |                                               | 592                                           | 592                                           |
| 1871 | 1871                                          |                                               | 596                                           | 596                                           |
| 1875 | 1875                                          |                                               | 693                                           | 693                                           |
| 1885 | 1885                                          |                                               | 592                                           | 592                                           |
| 1895 | 1895                                          |                                               | 521                                           | 521                                           |
| 1905 | 1905                                          |                                               | 516                                           | 516                                           |
| 1910 | 1910                                          |                                               | 511                                           | 511                                           |
| 1925 | 1925                                          |                                               | 523                                           | 523                                           |
| 1939 | 1939                                          |                                               | 477                                           | 477                                           |
| 1946 | 1946                                          |                                               | 739                                           | 739                                           |
| 1950 | 1950                                          |                                               | 756                                           | 756                                           |
| 1956 | 1956                                          |                                               | 725                                           | 725                                           |
| 1961 | 1961                                          |                                               | 673                                           | 673                                           |
| 1967 | 1967                                          |                                               | 648                                           | 648                                           |
| 1970 | 1970                                          |                                               | 652                                           | 652                                           |
| 1980 | 1980                                          |                                               | ?                                             | ?                                             |
| 1990 | 1990                                          |                                               | ?                                             | ?                                             |
| 2000 | 2000                                          |                                               | ?                                             | ?                                             |
| 2011 | 2011                                          |                                               | 531                                           | 531                                           |
| 2016 | 2016                                          |                                               | 512                                           | 512                                           |
| Datenquelle: Historisches Gemeindeverzeichnis für Hessen: Die Bevölkerung der Gemeinden 1834 bis 1967. Wiesbaden: Hessisches Statistisches Landesamt, 1968. Weitere Quellen: LAGIS; Stadt Bad Sooden-Allendorf; Zensus 2011 |                                               |                                               |                                               |                                               |

## Politik
Für Oberrieden besteht ein Ortsbezirk (Gebiete der ehemaligen Gemeinde Oberrieden) mit Ortsbeirat und Ortsvorsteher nach der Hessischen Gemeindeordnung.
Der Ortsbeirat besteht aus sieben Mitgliedern. Bei den Kommunalwahlen in Hessen 2021 betrug die Wahlbeteiligung zum Ortsbeirat 61,72 %. Alle Kandidaten gehörten der „Wählergemeinschaft Oberrieden“ an. Der Ortsbeirat wählte Markus Burhenne zum Ortsvorsteher.

## Sehenswürdigkeiten
- die nahe gelegene Burg Ludwigstein
- die nahe gelegene Teufelskanzel bei Lindewerra

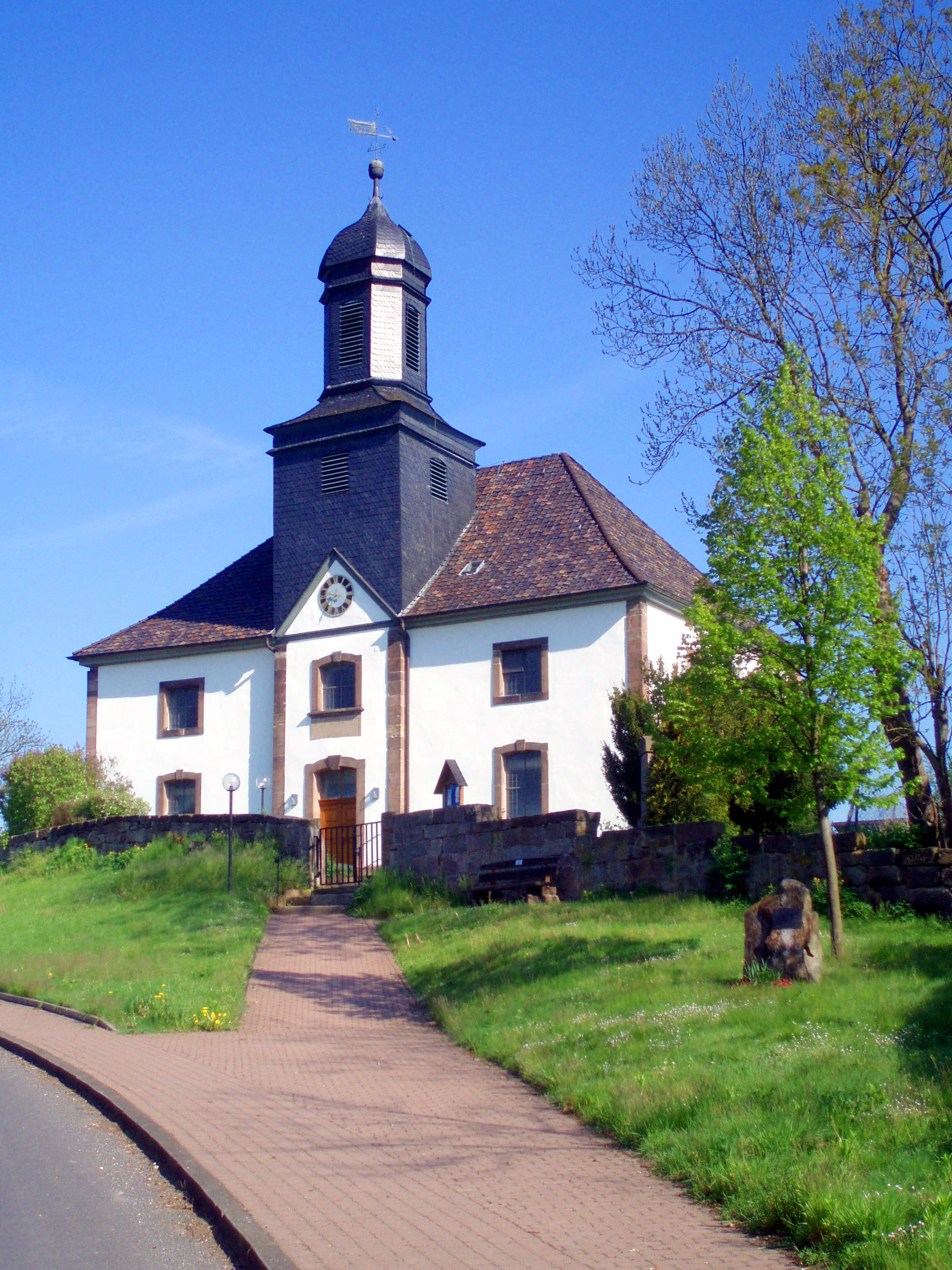
Kirche
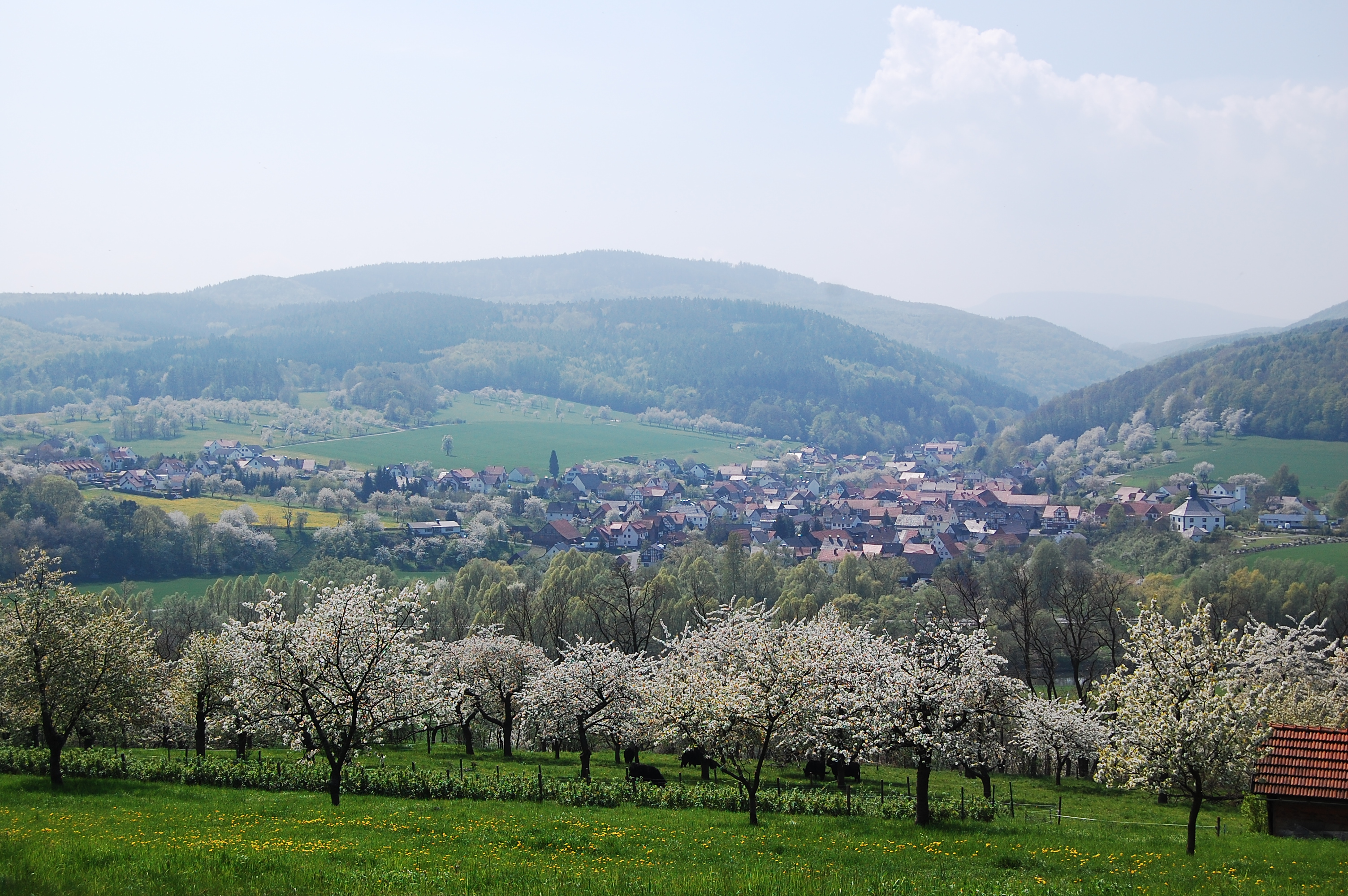
Kirschblüte
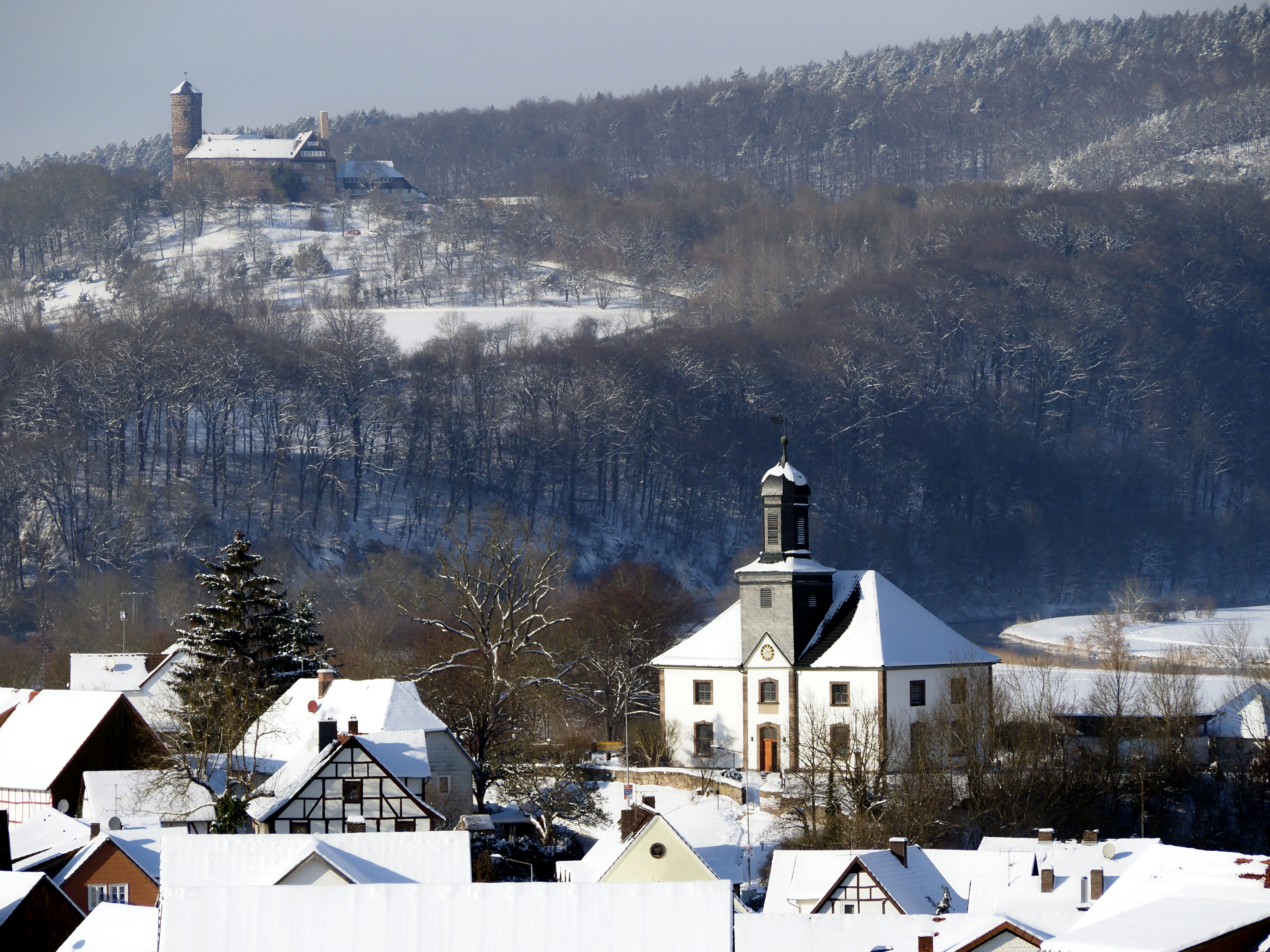
Oberrieden mit Kirche, Burg Ludwigstein und Werra im Winter

## Persönlichkeiten
Gerhard Schuster (* 1966), Geologe, Naturfotograf und Autor

## Verkehr
Nordöstlich vorbei an Oberrieden führt im Abschnitt Göttingen–Eschwege die beim Dorf durch den Schürzebergtunnel (530 m lang) verlaufende Bundesstraße 27. An dieser Straße liegt beim 12 km nördlich gelegenen Friedland die Anschlussstelle Friedland der Bundesautobahn 38 (Göttingen–Friedland–Heiligenstadt–Halle), auf der man zum nahen Autobahndreieck Drammetal (A 7) fahren kann. Auch nordöstlich vorbei am Dorf verläuft durch den ersten Schürzeberg-Tunnel (173 m) die Bahnstrecke Göttingen–Bebra; im Dorf gibt es aber keine Haltestelle.

### Bahnhof Oberrieden
Mit dem Bau der Bahnstrecke von Bebra nach Friedland um 1876 erhielt Oberrieden einen einfachen Haltepunkt für den Personenverkehr. Die Haltestelle befand sich an Streckenkilometer 218,33 unterhalb des Schürzeberges auf einer Höhe von etwa 170 m unmittelbar am nördlichen Ende befindet sich der Schürzeberg-Tunnel. 1896 bekam Oberrieden eine Güterabfertigung und 1911 wurde ein Überholungsgleis gelegt. Die Station wurde dann zu einem Bahnhof hochgestuft und besaß neben den zwei Durchgangsgleisen und dem Überholungsgleis ein Ladegleis mit zwei Gleisverlängerungen, die an einem Prellbock endeten. Neben dem Empfangsgebäude mit dem Güterschuppen gab es weitere Gebäude, für den Personenverkehr gab es zwei Zwischenbahnsteige. Die etwa 6 Einzelweichen und eine Doppelweiche wurden anfangs in einer Weichenstellerbude bedient, 1937 wurde das Stellwerk Oberrieden Süd Os in Betrieb genommen. 1963 wurde das Stellwerk durch ein Drucktastenstellwerk im Bahnhof abgelöst, das für die Strecke bis Eichenberg zuständig war.
Ab Juli 1945 lag diese Teilstrecke in drei verschiedenen Besatzungszonen, der Bahnhof Friedland in der Englischen Besatzungszone, der Haltepunkt Werleshausen in der Sowjetischen Besatzungszone sowie Eichenberg und Oberrieden  in der Amerikanischen Besatzungszone. Durch den Gebietstausch im Wanfrieder Abkommen konnte der Streckenverlauf erhalten werden. 1978 wurde der Personenverkehr im Bahnhof eingestellt und danach die Bahnsteige entfernt. 2010 wurde das Stellwerk außer Betrieb genommen und danach alle nicht mehr benötigten Gleise entfernt.  Aktuell gibt es Bestrebungen für eine Reaktivierung eines Personenhaltes in Oberrieden.